# Нью-Бедфордська залізниця

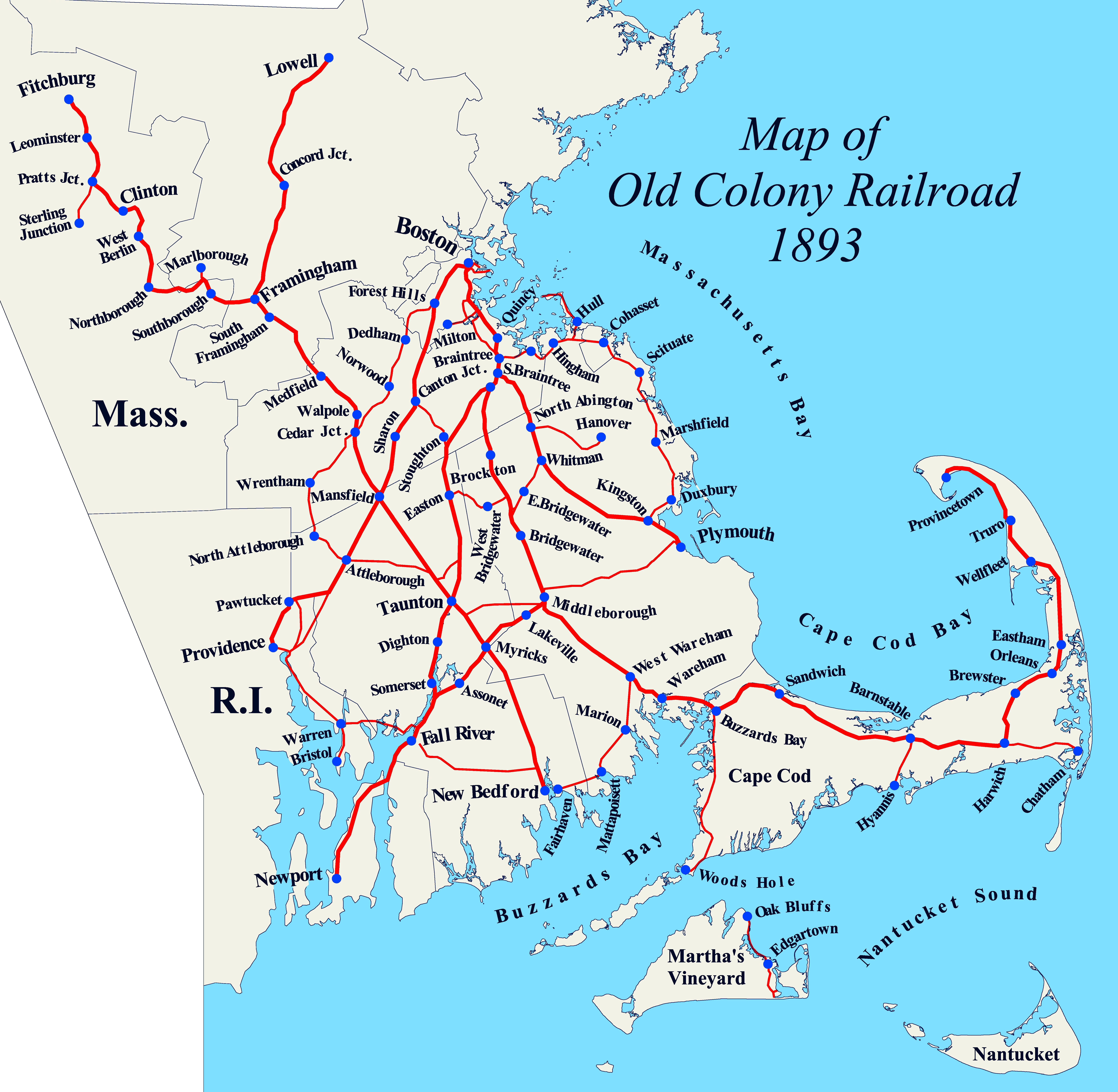
Карта Old Colony Railroad, 1893 рік

Нью-Бедфордська залізниця (англ. New Bedford Railroad) — колишня залізниця в штаті Массачусетс, США. Вона була створена в 1873 році в результаті злиття Нью-Бедфорд і Тонтен залізниці, залізничної гілки Тонтена (англ. Taunton Branch Railroad) і Мідлборо і Тонтен залізниці (англ. Middleborough and Taunton Railroad).
На 2 лютого 1874 року вона уклала договір оренди на п'ятдесят років з Бостон, Клінтон і Фітчбьорг залізницею (англ. Boston, Clinton and Fitchburg Railroad), щоб зробити можливим для цієї залізниці доступ до глибоководного порту в Нью-Бедфорд (Массачусетс).
1 червня 1876 року Нью-Бедфорд залізниця була об'єднана з Бостон, Клінтон і Фітчбьорг залізницею, щоб стати Бостон, Клінтон, Фітчбьорг і Нью-Бедфорд залізниця. Лінія пізніше стала частиною мережі Старо-колоніальної залізниці.